# 가우스-뤼카 정리
복소해석학에서, 가우스-뤼카 정리(영어: Gauss–Lucas theorem)는 복소수 다항식의 임계점이 영점의 볼록 껍질에 놓인다는 정리이다.

## 정의
복소수 다항식 {\displaystyle p\in \mathbb {C} [z]}가 주어졌다고 하자. 그렇다면, 도함수 {\displaystyle p'}의 영점은 {\displaystyle p}의 영점의 볼록 껍질에 속한다. 이를 가우스-뤼카 정리라고 한다.

## 증명
다음과 같은 명제를 보이는 것으로 족하다.
- 만약 {\displaystyle p}의 모든 영점이 어떤 반평면 {\displaystyle H\subseteq \mathbb {C} }에 속한다면, {\displaystyle p'}의 모든 영점 역시 {\displaystyle H}에 속한다.

이를 위해 {\displaystyle p}의 (중복도를 고려한) 영점을 {\displaystyle a_{1},\dots ,a_{n}}이라고 하고, {\displaystyle a_{1},\dots ,a_{n}\in H}라고 하자. 또한 {\displaystyle z\in \mathbb {C} \setminus H}라고 하자. 그러면 {\displaystyle p(z)\neq 0}이므로, 다음이 성립한다.
{\displaystyle {\frac {p'(z)}{p(z)}}=\sum _{k=1}^{n}{\frac {1}{z-a_{k}}}}
이는 {\displaystyle p}에 로그를 취한 뒤 {\displaystyle z}에서의 도함수를 취하여 얻는다. {\displaystyle H}는 어떤 유향 직선 {\displaystyle t\mapsto a+bt}의 오른쪽 반평면이며, 다음과 같은 방정식을 갖는다.
{\displaystyle H=\left\{z\in \mathbb {C} \colon \operatorname {Im} {\frac {z-a}{b}}<0\right\}}
따라서, 각 {\displaystyle k\in \{1,\dots ,n\}}에 대하여, 다음이 성립한다.
{\displaystyle \operatorname {Im} {\frac {z-a_{k}}{b}}=\operatorname {Im} {\frac {z-a}{b}}-\operatorname {Im} {\frac {a_{k}-a}{b}}>0}
역수의 허수부는 부호가 반대되므로, 다음이 성립한다.
{\displaystyle \operatorname {Im} {\frac {b}{z-a_{k}}}<0}
이에 따라 다음이 성립한다.
{\displaystyle \operatorname {Im} {\frac {bp'(z)}{p(z)}}=\sum _{k=1}^{n}\operatorname {Im} {\frac {b}{z-a_{k}}}<0}
즉, {\displaystyle p'(z)\neq 0}이다.

## 역사
카를 프리드리히 가우스와 에두아르 뤼카가 각각 독립적으로 제시하였다.

## 같이 보기
- 마든 정리

## 참고 문헌
1. ↑  Ahlfors, Lars Valerian (1979). 《Complex analysis. An introduction to the theory of analytic functions of one complex variable》. International Series in Pure and Applied Mathematics (영어) 3판. 뉴욕: McGraw-Hill Book Company. ISBN 978-1-259-06482-1. MR 0510197. Zbl 0395.30001. IA complexanalysisi0000ahlf_v7n1.

- 강승필 (2008). 《『해설 복소함수론』》. 경문사. p.48쪽.